# Andreas Vindheim
Andreas Vindheim (Bergen, 4 de agosto de 1995) es un futbolista noruego. Juega de defensor y su equipo es el Åsane Fotball de la Primera División de Noruega.

## Selección nacional
| Selección        | Sede            | Año  | PJ | Goles |
| ---------------- | --------------- | ---- | -- | ----- |
| Selección sub-19 | Hungría         | 2014 | 2  | 0     |
| Selección sub-21 | República Checa | 2015 | 1  | 0     |

## Clubes
| Club                      | País            | Año       | Partidos | Goles |
| ------------------------- | --------------- | --------- | -------- | ----- |
| Brann Bergen              | Noruega         | 2012-2015 | 29       | 3     |
| Malmö FF                  | Suecia          | 2015-2019 | 74       | 3     |
| A. C. Sparta Praga        | República Checa | 2019-2024 | 60       | 3     |
| F. C. Schalke 04 (cedido) | Alemania        | 2022      | 7        | 1     |
| Lillestrøm SK (cedido)    | Noruega         | 2023      | 3        | 0     |
| F. K. Teplice (cedido)    | República Checa | 2023      | 0        | 0     |
| Åsane Fotball             | Noruega         | 2025-     |          |       |

## Palmarés

### Títulos nacionales
| Título                     | Club               | País            | Año  |
| -------------------------- | ------------------ | --------------- | ---- |
| Allsvenskan                | Malmö FF           | Suecia          | 2016 |
| Allsvenskan                | Malmö FF           | Suecia          | 2017 |
| Copa de la República Checa | A. C. Sparta Praga | República Checa | 2020 |